# Historique de la draft des Bulls de Chicago
Le tableau suivant établit l'historique des sélections de la draft des Bulls de Chicago, au sein de la National Basketball Association (NBA) depuis 1966.

## Légende
|  | Joueur intronisé au Basketball Hall of Fame          |
|  | Joueur sélectionné en premier choix lors de sa draft |
|  | Joueur ayant participé au NBA All-Star Game          |

## Sélections

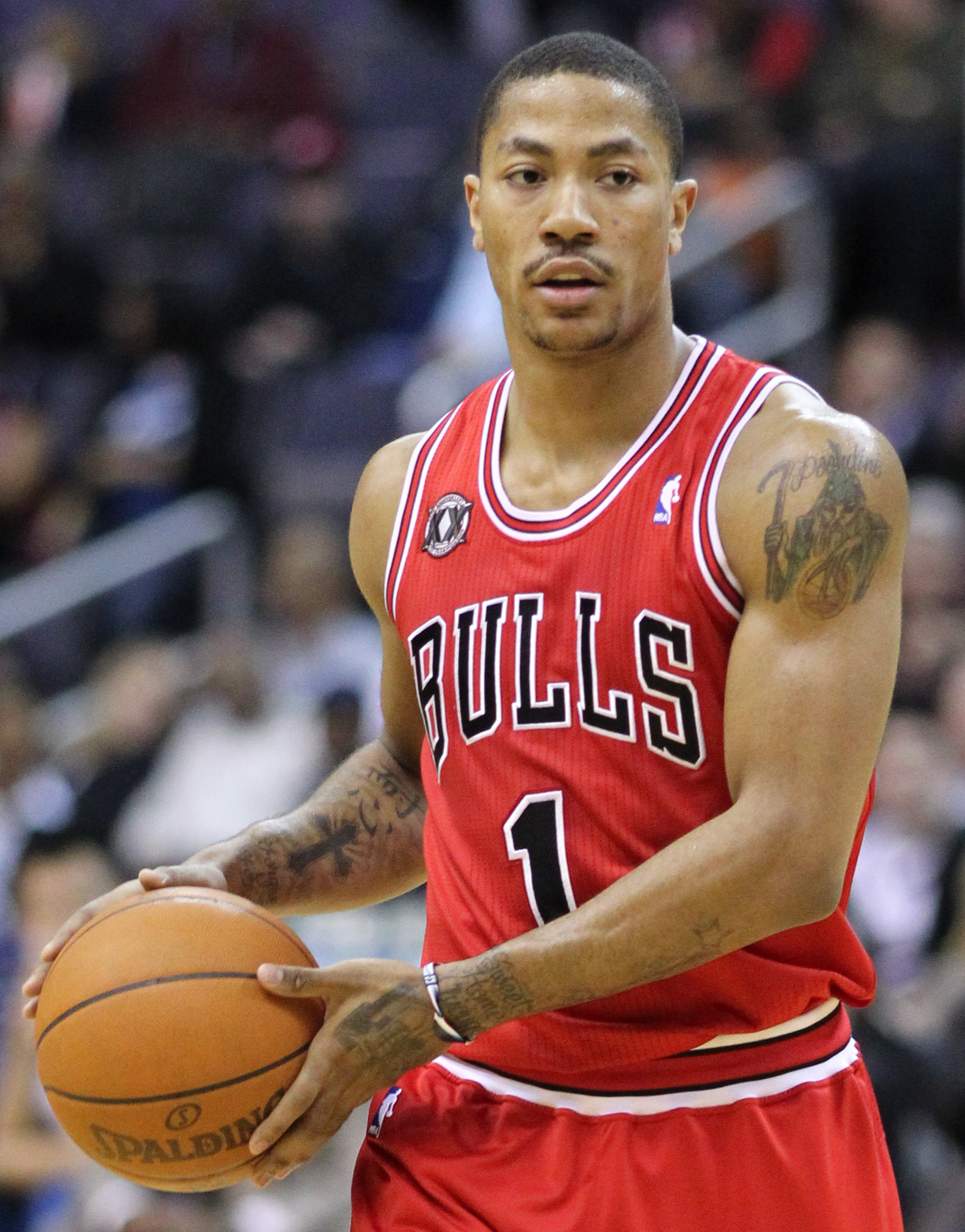
Derrick Rose, sélectionné en 2008.

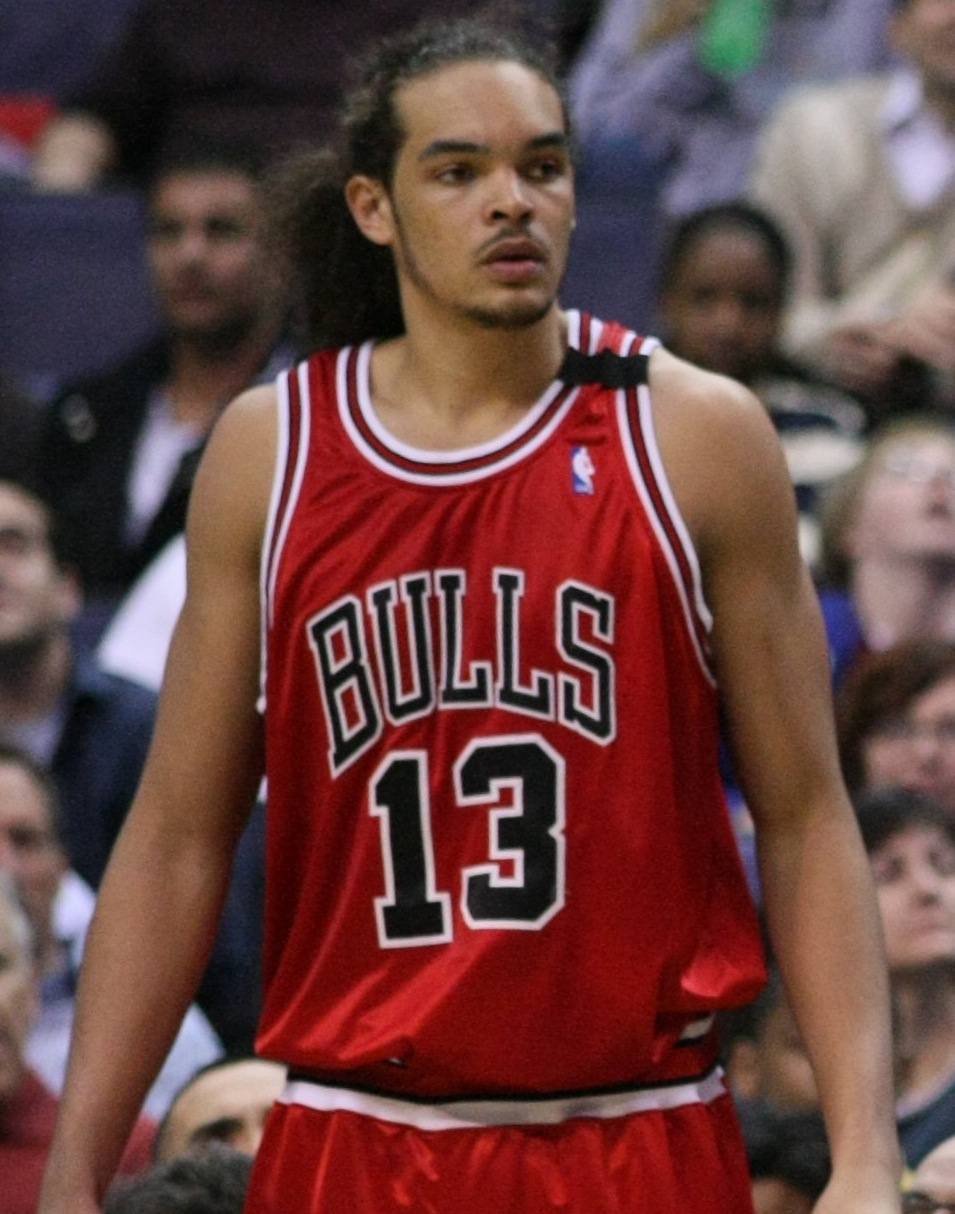
Joakim Noah, sélectionné en 2007.

| Année | Tour | Numéro | Nom du joueur           | Provenance                                                 |
| ----- | ---- | ------ | ----------------------- | ---------------------------------------------------------- |
| 2024  | 1    | 11     | Matas Buzelis           | NBA G League Ignite                                        |
| 2023  | 2    | 35     | Julian Phillips         | Volunteers du Tennessee                                    |
| 2022  | 1    | 18     | Dalen Terry             | Wildcats de l'Arizona                                      |
| 2021  | 2    | 38     | Ayo Dosunmu             | Fighting Illini de l'Illinois                              |
| 2020  | 1    | 4      | Patrick Williams        | Seminoles de Florida State                                 |
| 2020  | 2    | 44     | Marko Simonović         | Mega Leks (Serbie)                                         |
| 2019  | 1    | 7      | Coby White              | University of North Carolina                               |
| 2019  | 2    | 38     | Daniel Gafford          | Razorbacks de l'Arkansas                                   |
| 2018  | 1    | 7      | Wendell Carter          | Blue Devils de Duke                                        |
| 2018  | 1    | 22     | Chandler Hutchison      | Broncos de Boise State                                     |
| 2017  | 1    | 16     | Justin Patton           | Bluejays de Creighton                                      |
| 2017  | 2    | 38     | Jordan Bell             | Ducks de l'Oregon                                          |
| 2016  | 1    | 14     | Denzel Valentine        | Spartans de Michigan State                                 |
| 2016  | 2    | 48     | Paul Zipser             | Bayern Munich (Allemagne)                                  |
| 2015  | 1    | 22     | Bobby Portis            | Razorbacks de l'Arkansas                                   |
| 2014  | 1    | 16     | Jusuf Nurkić            | KK Cedevita (Croatie)                                      |
| 2014  | 1    | 19     | Gary Harris             | Spartans de Michigan State                                 |
| 2014  | 2    | 49     | Cameron Bairstow        | Lobos du Nouveau-Mexique                                   |
| 2013  | 1    | 20     | Tony Snell              | Lobos du Nouveau-Mexique                                   |
| 2013  | 2    | 49     | Erik Murphy             | Gators de la Floride                                       |
| 2012  | 1    | 29     | Marquis Teague          | Wildcats du Kentucky                                       |
| 2011  | 1    | 28     | Norris Cole             | Cleveland State University                                 |
| 2011  | 1    | 30     | Jimmy Butler            | Golden Eagles de Marquette                                 |
| 2011  | 2    | 43     | Malcolm Lee             | Bruins de l'UCLA                                           |
| 2010  | 1    | 17     | Kevin Séraphin          | Cholet Basket (France)                                     |
| 2009  | 1    | 16     | James Johnson           | Demon Deacons de Wake Forest                               |
| 2009  | 1    | 26     | Taj Gibson              | Trojans de l'USC                                           |
| 2008  | 1    | 1      | Derrick Rose            | Tigers de Memphis                                          |
| 2008  | 2    | 39     | Sonny Weems             | Razorbacks de l'Arkansas                                   |
| 2007  | 1    | 9      | Joakim Noah             | Gators de la Floride                                       |
| 2007  | 2    | 49     | Aaron Gray              | Panthers de Pittsburgh                                     |
| 2007  | 2    | 51     | JamesOn Curry           | Cowboys d'Oklahoma State                                   |
| 2006  | 1    | 2      | LaMarcus Aldridge       | Longhorns du Texas                                         |
| 2006  | 1    | 16     | Rodney Carney           | Tigers de Memphis                                          |
| 2004  | 1    | 3      | Ben Gordon              | Huskies du Connecticut                                     |
| 2004  | 2    | 31     | Jackson Vroman          | Cyclones d'Iowa State                                      |
| 2004  | 2    | 38     | Chris Duhon             | Blue Devils de Duke                                        |
| 2003  | 2    | 53     | Tommy Smith             | Sun Devils d'Arizona State                                 |
| 2003  | 1    | 7      | Kirk Hinrich            | Jayhawks du Kansas                                         |
| 2003  | 2    | 36     | Mario Austin            | Bulldogs de Mississippi State                              |
| 2003  | 2    | 45     | Matt Bonner             | Gators de la Floride                                       |
| 2002  | 1    | 2      | Jay Williams            | Blue Devils de Duke                                        |
| 2002  | 2    | 30     | Roger Mason             | Cavaliers de la Virginie                                   |
| 2002  | 2    | 43     | Lonny Baxter            | Terrapins du Maryland                                      |
| 2001  | 1    | 4      | Eddy Curry              | Thornwood High School                                      |
| 2001  | 2    | 29     | Trenton Hassell         | Austin Peay State University                               |
| 2001  | 2    | 44     | Sean Lampley            | Golden Bears de la Californie                              |
| 2000  | 1    | 4      | Marcus Fizer            | Cyclones d'Iowa State                                      |
| 2000  | 1    | 7      | Chris Mihm              | Université du Texas à Austin                               |
| 2000  | 1    | 24     | Dalibor Bagaric         | KK Dubrava (Croatie)                                       |
| 2000  | 2    | 32     | A.J. Guyton             | Hoosiers de l'Indiana                                      |
| 2000  | 2    | 33     | Jake Voskuhl            | Huskies du Connecticut                                     |
| 2000  | 2    | 34     | Khalid El-Amin          | Huskies du Connecticut                                     |
| 1999  | 1    | 1      | Elton Brand             | Duke University                                            |
| 1999  | 1    | 16     | Ron Artest              | St. John's University                                      |
| 1999  | 2    | 32     | Michael Ruffin          | University of Tulsa                                        |
| 1999  | 2    | 49     | Lari Ketner             | University of Massachusetts Amherst                        |
| 1998  | 1    | 28     | Corey Benjamin          | Oregon State University                                    |
| 1998  | 2    | 34     | Shammond Williams       | University of North Carolina                               |
| 1998  | 2    | 58     | Maceo Baston            | University of Michigan                                     |
| 1997  | 1    | 28     | Keith Booth             | University of Maryland                                     |
| 1997  | 2    | 57     | Roberto Dueñas          | FC Barcelona (Espagne)                                     |
| 1996  | 1    | 29     | Travis Knight           | University of Connecticut                                  |
| 1995  | 1    | 20     | Jason Caffey            | University of Alabama                                      |
| 1995  | 2    | 31     | Dragan Tarlac           | Olympiakós (Grèce)                                         |
| 1994  | 1    | 21     | Dickey Simpkins         | Providence College                                         |
| 1994  | 2    | 49     | Kris Bruton             | Benedict College                                           |
| 1993  | 1    | 25     | Corie Blount            | University of Cincinnati                                   |
| 1993  | 2    | 41     | Anthony Reed            | Tulane University                                          |
| 1992  | 1    | 27     | Byron Houston           | Oklahoma State University                                  |
| 1992  | 2    | 33     | Corey Williams          | Oklahoma State University                                  |
| 1992  | 2    | 39     | Litterial Green         | University of Georgia                                      |
| 1992  | 2    | 52     | Matt Steigenga          | Michigan State University                                  |
| 1991  | 1    | 26     | Mark Randall            | University of Kansas                                       |
| 1990  | 2    | 29     | Toni Kukoč              | KK Split (Yougoslavie)                                     |
| 1989  | 1    | 6      | Stacey King             | University of Oklahoma                                     |
| 1989  | 1    | 18     | B.J. Armstrong          | University of Iowa                                         |
| 1989  | 1    | 20     | Jeff Sanders            | Eagles de Georgia Southern                                 |
| 1988  | 1    | 11     | Will Perdue             | Vanderbilt University                                      |
| 1988  | 3    | 62     | Derrick Lewis           | University of Maryland                                     |
| 1987  | 1    | 8      | Olden Polynice          | University of Virginia                                     |
| 1987  | 1    | 10     | Horace Grant            | Clemson University                                         |
| 1987  | 2    | 28     | Rickie Winslow          | University of Houston                                      |
| 1987  | 2    | 33     | Tony White              | University of Tennessee                                    |
| 1987  | 3    | 56     | John Fox                | Millersville University of Pennsylvania                    |
| 1987  | 4    | 79     | Jack Haley              | University of California, Los Angeles                      |
| 1987  | 5    | 102    | Anthony Wilson          | Louisiana State University                                 |
| 1987  | 6    | 125    | Doug Altenberger (en)   | University of Illinois at Urbana–Champaign                 |
| 1987  | 7    | 148    | Earvin Leavy (en)       | Central Michigan University                                |
| 1986  | 1    | 9      | Brad Sellers            | Ohio State University                                      |
| 1986  | 2    | 28     | Larry Krystkowiak       | University of Montana                                      |
| 1986  | 3    | 52     | Ricky Wilson            | George Mason University                                    |
| 1986  | 4    | 74     | Scott Meents (en)       | University of Illinois at Urbana–Champaign                 |
| 1986  | 5    | 98     | Jimmy Gilbert (en)      | Texas A&M University                                       |
| 1986  | 6    | 120    | Pete Myers              | University of Arkansas at Little Rock                      |
| 1986  | 7    | 144    | Robert Henderson        | University of Michigan                                     |
| 1985  | 1    | 11     | Keith Lee               | Memphis State University                                   |
| 1985  | 2    | 28     | Ken Johnson (en)        | Michigan State University                                  |
| 1985  | 2    | 34     | Aubrey Sherrod (en)     | Wichita State University                                   |
| 1985  | 2    | 46     | Adrian Branch           | University of Maryland                                     |
| 1985  | 3    | 69     | Mike Brown              | George Washington University                               |
| 1985  | 4    | 80     | Craig Beard (en)        | Samford University                                         |
| 1985  | 5    | 103    | Reid Gettys (en)        | University of Houston                                      |
| 1985  | 6    | 126    | Dan Meagher             | Duke University                                            |
| 1985  | 7    | 149    | Jeff Adkins (en)        | University of Maryland                                     |
| 1984  | 1    | 3      | Michael Jordan          | University of North Carolina                               |
| 1984  | 2    | 37     | Ben Coleman             | University of Maryland                                     |
| 1984  | 2    | 43     | Greg Wiltjer            | University of Victoria (British Columbia)                  |
| 1984  | 3    | 49     | Tim Dillon (en)         | Northern Illinois University                               |
| 1984  | 4    | 72     | Melvin Johnson (en)     | University of North Carolina at Charlotte                  |
| 1984  | 4    | 77     | Mark Halsel (en)        | Northeastern University                                    |
| 1984  | 5    | 95     | Lamont Robinson         | Lamar University                                           |
| 1984  | 6    | 118    | Jeff Tipton (en)        | Morehead State University                                  |
| 1984  | 7    | 141    | Butch Hays (en)         | University of California                                   |
| 1984  | 8    | 164    | Brett Crawford (en)     | United States International University                     |
| 1984  | 9    | 186    | Calvin Pierce (en)      | University of Oklahoma                                     |
| 1984  | 10   | 208    | Carl Lewis              | University of Houston                                      |
| 1983  | 1    | 5      | Sidney Green            | University of Nevada, Las Vegas                            |
| 1983  | 2    | 25     | Sidney Lowe             | North Carolina State University                            |
| 1983  | 2    | 29     | Larry Micheaux          | University of Houston                                      |
| 1983  | 4    | 75     | Ron Crevier             | Boston College                                             |
| 1983  | 5    | 98     | Tim Andree (en)         | University of Notre Dame                                   |
| 1983  | 6    | 121    | Ernest Patterson (en)   | New Mexico State University                                |
| 1983  | 7    | 144    | Jacque Hill (en)        | University of Southern California                          |
| 1983  | 8    | 167    | Terry Bradley (en)      | Chicago State University                                   |
| 1983  | 9    | 189    | Ray Orange (en)         | Oklahoma Christian University                              |
| 1983  | 10   | 210    | Tom Emma (en)           | Duke University                                            |
| 1982  | 1    | 7      | Quintin Dailey          | University of San Francisco                                |
| 1982  | 2    | 26     | Ricky Frazier (en)      | University of Missouri                                     |
| 1982  | 2    | 30     | Wallace Bryant (en)     | University of San Francisco                                |
| 1982  | 2    | 31     | Rod Higgins             | California State University, Fresno                        |
| 1982  | 3    | 53     | Tyrone Adams (en)       | Kansas State University                                    |
| 1982  | 4    | 76     | Chuck Aleksinas (en)    | University of Connecticut                                  |
| 1982  | 5    | 99     | Rubin Jackson (en)      | Oklahoma City University                                   |
| 1982  | 6    | 122    | B. B. Fontenet (en)     | University of Nevada, Reno                                 |
| 1982  | 7    | 145    | Charles Verderber (en)  | University of Kentucky                                     |
| 1982  | 8    | 168    | Mike Burns              | University of Nevada, Las Vegas                            |
| 1982  | 9    | 191    | Skip Dillard (en)       | DePaul University                                          |
| 1982  | 10   | 212    | Tony Britto (en)        | Université Campbell                                        |
| 1981  | 1    | 6      | Orlando Woolridge       | University of Notre Dame                                   |
| 1981  | 2    | 32     | Mike Olliver (en)       | Lamar University                                           |
| 1981  | 4    | 84     | Oliver Lee (en)         | Marquette University                                       |
| 1981  | 5    | 108    | Johnny Nash (en)        | Arizona State University                                   |
| 1981  | 6    | 130    | Roger Burkman (en)      | University of Louisville                                   |
| 1981  | 7    | 154    | Scott Williams (en)     | Jaguars de South Alabama                                   |
| 1981  | 8    | 175    | Ben Mitchell (en)       | University of Alabama in Huntsville                        |
| 1981  | 9    | 197    | Terry Martin (en)       | Lambuth University                                         |
| 1981  | 10   | 216    | Kenny Easley            | University of California, Los Angeles                      |
| 1980  | 1    | 4      | Kelvin Ransey           | Ohio State University                                      |
| 1980  | 2    | 26     | Sam Worthen (en)        | Marquette University                                       |
| 1980  | 3    | 50     | James Wilkes (en)       | University of California, Los Angeles                      |
| 1980  | 4    | 74     | Ron Charles (en)        | Michigan State University                                  |
| 1980  | 5    | 96     | Mike Campbell (en)      | Northwestern University                                    |
| 1980  | 6    | 120    | Bernard Rencher (en)    | St. John's University                                      |
| 1980  | 7    | 142    | Robert Byrd (en)        | Marquette University                                       |
| 1980  | 8    | 164    | Modzel Greer (en)       | North Park University                                      |
| 1980  | 9    | 183    | Jay Shidler (en)        | University of Kentucky                                     |
| 1980  | 10   | 203    | Billy Foster (en)       | Montana State University Billings                          |
| 1979  | 1    | 2      | Dave Greenwood (en)     | Bruins de l'UCLA                                           |
| 1979  | 2    | 33     | Lawrence Butler (en)    | Bengals d'Idaho State                                      |
| 1979  | 3    | 47     | Calvin Garrett (en)     | Oral Roberts University                                    |
| 1979  | 3    | 49     | Cedrick Hordges (en)    | University of South Carolina                               |
| 1979  | 4    | 72     | George Maynor (en)      | Pirates d'East Carolina                                    |
| 1979  | 5    | 93     | Larry Washington (en)   | Drury University                                           |
| 1979  | 6    | 114    | Steve Smith (en)        | University of Southern California                          |
| 1979  | 7    | 133    | Mike Eversley (en)      | Chicago State University                                   |
| 1979  | 8    | 153    | Tony Warren (en)        | North Carolina State University                            |
| 1979  | 9    | 171    | James Jackson (en)      | University of Minnesota                                    |
| 1979  | 10   | 190    | Marvin Thoms (en)       | University of California, Los Angeles                      |
| 1979  | 10   | 197    | Cortez Collins (en)     | Indiana State University Evansville                        |
| 1978  | 1    | 9      | Reggie Theus            | University of Nevada, Las Vegas                            |
| 1978  | 2    | 31     | Marvin Johnson (en)     | University of New Mexico                                   |
| 1978  | 3    | 53     | Randy Ayers             | Miami University                                           |
| 1978  | 5    | 97     | Ron Anthony (en)        | Jacksonville University                                    |
| 1978  | 6    | 119    | John Shoemaker (en)     | Miami University                                           |
| 1978  | 7    | 140    | Jarvis Reynolds (en)    | State University of West Georgia                           |
| 1978  | 8    | 159    | Chubby Cox (en)         | University of San Francisco                                |
| 1978  | 9    | 176    | Joe Ponsetto (en)       | DePaul University                                          |
| 1978  | 10   | 191    | Mark Tucker (en)        | Oklahoma State University                                  |
| 1977  | 1    | 13     | Tate Armstrong          | Duke University                                            |
| 1977  | 2    | 23     | Mike Glenn              | Southern Illinois University                               |
| 1977  | 2    | 30     | Steve Sheppard          | University of Maryland                                     |
| 1977  | 2    | 35     | Mark Landsberger        | Arizona State University                                   |
| 1977  | 4    | 79     | Mike McConathy (en)     | Louisiana Tech University                                  |
| 1977  | 5    | 101    | Nate Davis (en)         | University of South Carolina                               |
| 1977  | 6    | 123    | Jay Chessman (en)       | Brigham Young University                                   |
| 1977  | 7    | 143    | Mike Smith (en)         | University of Evansville                                   |
| 1977  | 8    | 162    | Rich Rhodes (en)        | Eastern Illinois University                                |
| 1976  | 1    | 2      | Scott May               | Indiana University                                         |
| 1976  | 2    | 18     | Willie Smith (en)       | University of Missouri                                     |
| 1976  | 3    | 35     | Dallas Smith (en)       | West Texas State University                                |
| 1976  | 3    | 37     | Lars Hansen (en)        | University of Washington                                   |
| 1976  | 4    | 52     | Keith Starr (en)        | University of Pittsburgh                                   |
| 1976  | 5    | 69     | Nate Williams (en)      | University of Illinois at Urbana–Champaign                 |
| 1976  | 6    | 87     | Tom Paulin (en)         | Winston-Salem State University                             |
| 1976  | 7    | 105    | Barry McLeod (en)       | Centenary College of Louisiana                             |
| 1976  | 9    | 141    | John Thomas             | University of Connecticut                                  |
| 1976  | 10   | 158    | John Hudson (en)        | Concord University                                         |
| 1975  | 2    | 30     | Steve Green (en)        | Indiana University                                         |
| 1975  | 2    | 32     | John Laskowski (en)     | Indiana University                                         |
| 1975  | 4    | 68     | Ron Haigler (en)        | University of Pennsylvania                                 |
| 1975  | 5    | 86     | Bob Iverson (en)        | North Texas State University                               |
| 1975  | 6    | 104    | Bill Andreas (en)       | Ohio State University                                      |
| 1975  | 7    | 122    | John Grochowalski (en)  | Assumption College (en)                                    |
| 1975  | 8    | 140    | John Murphy (en)        | University of Massachusetts Amherst                        |
| 1975  | 9    | 156    | Gary Tomaszewski (en)   | Saint Mary's College of California                         |
| 1974  | 1    | 14     | Maurice Lucas           | Marquette University                                       |
| 1974  | 1    | 16     | Cliff Pondexter (en)    | California State University, Long Beach                    |
| 1974  | 2    | 27     | Leon Benbow (en)        | Jacksonville University                                    |
| 1974  | 3    | 52     | Bobby Wilson (en)       | Wichita State University                                   |
| 1974  | 4    | 70     | Jim Forbes (en)         | University of Texas at El Paso                             |
| 1974  | 5    | 88     | Randy Knowles (en)      | Texas A&M University                                       |
| 1974  | 6    | 106    | Robert Rosier (en)      | University of St. Thomas                                   |
| 1974  | 7    | 124    | Geoff Roberts (en)      | University of Missouri                                     |
| 1974  | 8    | 142    | Sam McCants (en)        | Oral Roberts University                                    |
| 1974  | 9    | 159    | Jerry Davenport (en)    | Cameron University                                         |
| 1974  | 10   | 176    | Rick Hockenos (en)      | Saint Francis University                                   |
| 1973  | 1    | 12     | Kevin Kunnert (en)      | University of Iowa                                         |
| 1973  | 2    | 24     | Kevin Stacom            | Providence College                                         |
| 1973  | 2    | 30     | Wendell Hudson (en)     | University of Alabama                                      |
| 1973  | 3    | 39     | Martin Terry (en)       | University of Arkansas                                     |
| 1973  | 3    | 47     | Steve Newsome (en)      | University of Houston                                      |
| 1973  | 4    | 64     | Mark Sibley (en)        | Northwestern University                                    |
| 1973  | 5    | 81     | Ray Simpson (en)        | Furman University                                          |
| 1973  | 6    | 98     | Johnny Neumann          | University of Mississippi                                  |
| 1973  | 7    | 115    | Billy Harris (en)       | Northern Illinois University                               |
| 1973  | 8    | 132    | J. G. Brosterhos (en)   | University of Texas at Austin                              |
| 1973  | 9    | 147    | Rubin Montanez (en)     | Duquesne University                                        |
| 1973  | 10   | 161    | Russ Hunt (en)          | Furman University                                          |
| 1972  | 1    | 11     | Ralph Simpson           | Michigan State University                                  |
| 1972  | 3    | 35     | Frank Russell (en)      | University of Detroit                                      |
| 1972  | 3    | 45     | Chuck Jura (en)         | University of Nebraska                                     |
| 1972  | 4    | 62     | Ted Martiniuk (en)      | Saint Peter's College                                      |
| 1972  | 5    | 78     | Rowland Garrett (en)    | Florida State University                                   |
| 1972  | 6    | 95     | Mike Stewart (en)       | Santa Clara University                                     |
| 1972  | 7    | 112    | Jerry Pender (en)       | California State University, Fresno                        |
| 1972  | 8    | 128    | Cavin Anderson (en)     | Valley City State University                               |
| 1972  | 9    | 142    | Ralph Houston (en)      | West Texas State University                                |
| 1972  | 10   | 155    | Chuck Taylor            | West Liberty State College                                 |
| 1972  | 11   | 166    | Jackie Young            | Rocky Mountain College                                     |
| 1972  | 12   | 174    | Al Cotler (en)          | University of Pennsylvania                                 |
| 1972  | 13   | 180    | Mike Barr (en)          | Duquesne University                                        |
| 1972  | 14   | 187    | Andrew Pettes (en)      | University of Oklahoma                                     |
| 1972  | 15   | 192    | Greg Lowery (en)        | Texas Tech University                                      |
| 1972  | 16   | 196    | Charles Hall (en)       | University of Montana Western                              |
| 1972  | 17   | 197    | John Thornton (en)      | South Carolina State University                            |
| 1972  | 18   | 198    | Ron Manning (en)        | Manhattan College                                          |
| 1971  | 1    | 15     | Kennedy McIntosh (en)   | Eastern Michigan University                                |
| 1971  | 2    | 20     | Willard Sojourner (en)  | Weber State University                                     |
| 1971  | 2    | 32     | Howard Porter           | Villanova University                                       |
| 1971  | 3    | 40     | Clifford Ray            | University of Oklahoma                                     |
| 1971  | 3    | 47     | Mike Gale (en)          | Elizabeth City State University                            |
| 1971  | 3    | 49     | Dick Gibbs (en)         | University of Texas at El Paso                             |
| 1971  | 4    | 66     | Jim Irving (en)         | Saint Louis University                                     |
| 1971  | 5    | 83     | Larry Weatherford (en)  | Purdue University                                          |
| 1971  | 6    | 100    | Jim England (en)        | University of Tennessee                                    |
| 1971  | 7    | 117    | Artis Gilmore           | Jacksonville University                                    |
| 1971  | 8    | 134    | Clarence Sherrod (en)   | University of Wisconsin                                    |
| 1971  | 9    | 150    | Jackie Dinkins (en)     | Voorhees College                                           |
| 1971  | 10   | 166    | David Withers (en)      | University of Delaware                                     |
| 1971  | 11   | 180    | Al Smith (en)           | Bradley University                                         |
| 1971  | 12   | 193    | Ken Riley (en)          | Middle Tennessee State University                          |
| 1971  | 13   | 205    | Ed Goode (en)           | DePaul University                                          |
| 1971  | 14   | 214    | Richard Dixon (en)      | Loyola University New Orleans                              |
| 1971  | 15   | 223    | Liscio Thomas (en)      | Furman University                                          |
| 1971  | 16   | 229    | Bob Bissant (en)        | Loyola University New Orleans                              |
| 1970  | 1    | 11     | Jimmy Collins (en)      | New Mexico State University                                |
| 1970  | 2    | 28     | Paul Ruffner (en)       | Brigham Young University                                   |
| 1970  | 3    | 45     | Lou Herndon (en)        | Jackson State University                                   |
| 1970  | 4    | 57     | John Davis (en)         | Alabama State University                                   |
| 1970  | 4    | 62     | Jim Wilson (en)         | Cheyney University of Pennsylvania                         |
| 1970  | 5    | 79     | George Johnson (en)     | Dillard University                                         |
| 1970  | 6    | 96     | Lonnie Kluttz (en)      | North Carolina Agricultural and Technical State University |
| 1970  | 7    | 113    | Lou West (en)           | Seattle University                                         |
| 1970  | 8    | 130    | Mike Casey (en)         | University of Kentucky                                     |
| 1970  | 9    | 147    | Glen Johnson (en)       | Jackson State University                                   |
| 1970  | 10   | 164    | Dale Blaut (en)         | West Texas State University                                |
| 1970  | 11   | 179    | Doug Howard (en)        | Brigham Young University                                   |
| 1970  | 12   | 191    | Booker Brown (en)       | Middle Tennessee State University                          |
| 1970  | 13   | 201    | Charles Bloodworth (en) | Northwestern State University                              |
| 1970  | 14   | 211    | Paul Funkhouser (en)    | McKendree College                                          |
| 1970  | 15   | 220    | Paul Otay (en)          | Boise State University                                     |
| 1969  | 1    | 5      | Larry Cannon (en)       | La Salle University                                        |
| 1969  | 2    | 16     | Simmie Hill (en)        | West Texas State University                                |
| 1969  | 2    | 20     | Ken Spain               | University of Houston                                      |
| 1969  | 2    | 23     | Johnny Baum (en)        | Temple University                                          |
| 1969  | 3    | 34     | Norm Van Lier           | Saint Francis University                                   |
| 1969  | 4    | 48     | Dave Nash (en)          | University of Kansas                                       |
| 1969  | 5    | 62     | Chris Ellis             | Virginia Polytechnic Institute and State University        |
| 1969  | 6    | 76     | George Tinsley (en)     | Kentucky Wesleyan College                                  |
| 1969  | 7    | 90     | Frank Judge (en)        | Huston-Tillotson University                                |
| 1969  | 8    | 104    | Roger Moller (en)       | Westmar University                                         |
| 1969  | 9    | 118    | Sterling Burke (en)     | Northwestern University                                    |
| 1969  | 10   | 132    | Al Smith (en)           | Bradley University                                         |
| 1969  | 11   | 146    | Larry Bergh (en)        | Weber State University                                     |
| 1969  | 12   | 159    | Harry Hall (en)         | University of Wyoming                                      |
| 1969  | 13   | 172    | Rick Kirkland (en)      | Norfolk State University                                   |
| 1969  | 14   | 183    | Bill Boight (en)        | Southern Methodist University                              |
| 1968  | 1    | 4      | Tom Boerwinkle          | University of Tennessee                                    |
| 1968  | 2    | 17     | Loy Petersen (en)       | Oregon State University                                    |
| 1968  | 2    | 19     | Ron Dunlap (en)         | University of Illinois at Urbana–Champaign                 |
| 1968  | 3    | 31     | Dave Newmark (en)       | Columbia University                                        |
| 1968  | 4    | 39     | Mike Lynn (en)          | University of California, Los Angeles                      |
| 1968  | 5    | 53     | Jim Tillman (en)        | Loyola University Chicago                                  |
| 1968  | 6    | 67     | Ken Barnett (en)        | University of Delaware                                     |
| 1968  | 7    | 81     | Willie Davis            | North Texas State University                               |
| 1968  | 8    | 95     | Lloyd Higgins (en)      | Point Loma Nazarene University                             |
| 1968  | 9    | 109    | Corky Bell (en)         | Loyola University Chicago                                  |
| 1968  | 10   | 123    | Mike Weaver (en)        | Northwestern University                                    |
| 1968  | 11   | 137    | Jim McGonigle (en)      | Iowa State University                                      |
| 1968  | 12   | 150    | John Lallensack (en)    | University of Wisconsin–Oshkosh                            |
| 1968  | 13   | 163    | Herm Gilliam            | Purdue University                                          |
| 1968  | 14   | 174    | Dave Carr (en)          | University of Washington                                   |
| 1968  | 15   | 183    | Mickey McCarty (en)     | Texas Christian University                                 |
| 1968  | 16   | 191    | Fred Holden (en)        | University of Louisville                                   |
| 1968  | 17   | 199    | Tom Benedict (en)       | Central Washington University                              |
| 1968  | 18   | 205    | Bob Zoretich (en)       | DePaul University                                          |
| 1968  | 19   | 209    | Rich Mason (en)         | Indiana State University                                   |
| 1968  | 20   | 212    | Rich Rirkendal (en)     | Norfolk State University                                   |
| 1968  | 21   | 214    | Willie Horton (en)      | University of Delaware                                     |
| 1967  | 1    | 3      | Clem Haskins            | Western Kentucky University                                |
| 1967  | 2    | 15     | Byron Beck              | University of Denver                                       |
| 1967  | 3    | 22     | John Dickson (en)       | Arkansas State University                                  |
| 1967  | 4    | 34     | Jim Burns (en)          | Northwestern University                                    |
| 1967  | 5    | 46     | Dick Pruet (en)         | Jacksonville University                                    |
| 1967  | 6    | 58     | Marlbert Pradd (en)     | Dillard University                                         |
| 1967  | 7    | 70     | Bob Wolf (en)           | Marquette University                                       |
| 1967  | 8    | 82     | Leon Simon (en)         | College of Santa Fe                                        |
| 1967  | 9    | 93     | Ernie Laurent (en)      | University of Albuquerque                                  |
| 1967  | 10   | 104    | Jim Boshart (en)        | Wake Forest University                                     |
| 1967  | 11   | 115    | Jim Andros (en)         | University of New Haven                                    |
| 1967  | 12   | 126    | Ron Widby (en)          | University of Tennessee                                    |
| 1967  | 13   | 136    | Tom Storm (en)          | Montana State University                                   |
| 1967  | 14   | 143    | Don Whitehead (en)      | Erskine College                                            |
| 1967  | 15   | 149    | Jim Garza (en)          | Lawrence Technological University                          |
| 1967  | 16   | 154    | Jimmy Dawson (en)       | University of Illinois at Urbana–Champaign                 |
| 1966  | 1    | 10     | Dave Schellhase (en)    | Purdue University                                          |
| 1966  | 2    | 20     | Erwin Mueller           | University of San Francisco                                |
| 1966  | 3    | 30     | Ed Bodkin (en)          | Eastern Kentucky University                                |
| 1966  | 4    | 40     | Jim Williams (en)       | Temple University                                          |
| 1966  | 5    | 50     | Larry Humes (en)        | University of Evansville                                   |
| 1966  | 7    | 68     | John Comeaux (en)       | Grambling State University                                 |
| 1966  | 8    | 77     | Stan Curtis (en)        | Northern Michigan University                               |
| 1966  | 9    | 84     | Gene Summers (en)       | Northern Michigan University                               |
| 1966  | 10   | 91     | Don Swanson (en)        | DePaul University                                          |
| 1966  | 11   | 97     | Carver Clinton (en)     | Pennsylvania State University                              |